# Stephanie Günther
Stephanie Günther (* 14. Dezember 1966 in Breisach am Rhein) ist eine deutsche Politikerin (Bündnis 90/Die Grünen). Von 1996 bis 2001 war sie Mitglied im baden-württembergischen Landtag.

## Ausbildung
Günther absolvierte nach dem Abitur in Breisach bis 1993 ein Studium der Neueren Geschichte, Allgemeinen Rhetorik, Slawistik, Anglistik und Politikwissenschaft in Tübingen, Oxford und Paris, das sie mit dem Magister abschloss. Anschließend erlangte sie mit interdisziplinären Frankreichstudien mit dem Schwerpunkt Wirtschaft und Recht in Freiburg ein Diplom.

## Politische Tätigkeit
Von 1996 bis 2001 war Günther Abgeordnete im Landtag von Baden-Württemberg. Sie vertrat dort das Zweitmandat des Wahlkreises 48 Breisgau und war verkehrspolitische Sprecherin der Landtagsfraktion von Bündnis 90/Die Grünen.